# Clausius (Mondkrater)
Clausius ist ein Einschlagkrater am westlichen Rand der Mondvorderseite in der Ebene des Lacus Excellentiae an dessen westlichem Rand. Die Kraterform ist unregelmäßig und der Kraterrand nur wenig erodiert.
Clausius hat zehn Nebenkrater:
| Buchstabe | Position           | Durchmesser | Link |
| --------- | ------------------ | ----------- | ---- |
| A         | 36,32° S, 43,92° W | 8 km        |      |
| B         | 36,05° S, 40,27° W | 24 km       |      |
| BA        | 35,75° S, 40,11° W | 19 km       |      |
| C         | 35,47° S, 39,07° W | 15 km       |      |
| D         | 38,24° S, 44,72° W | 17 km       |      |
| E         | 36,58° S, 45,72° W | 7 km        |      |
| F         | 36,55° S, 38,13° W | 26 km       |      |
| G         | 37,08° S, 41,05° W | 7 km        |      |
| H         | 37,86° S, 39,67° W | 7 km        |      |
| J         | 37,2° S, 42,76° W  | 4 km        |      |

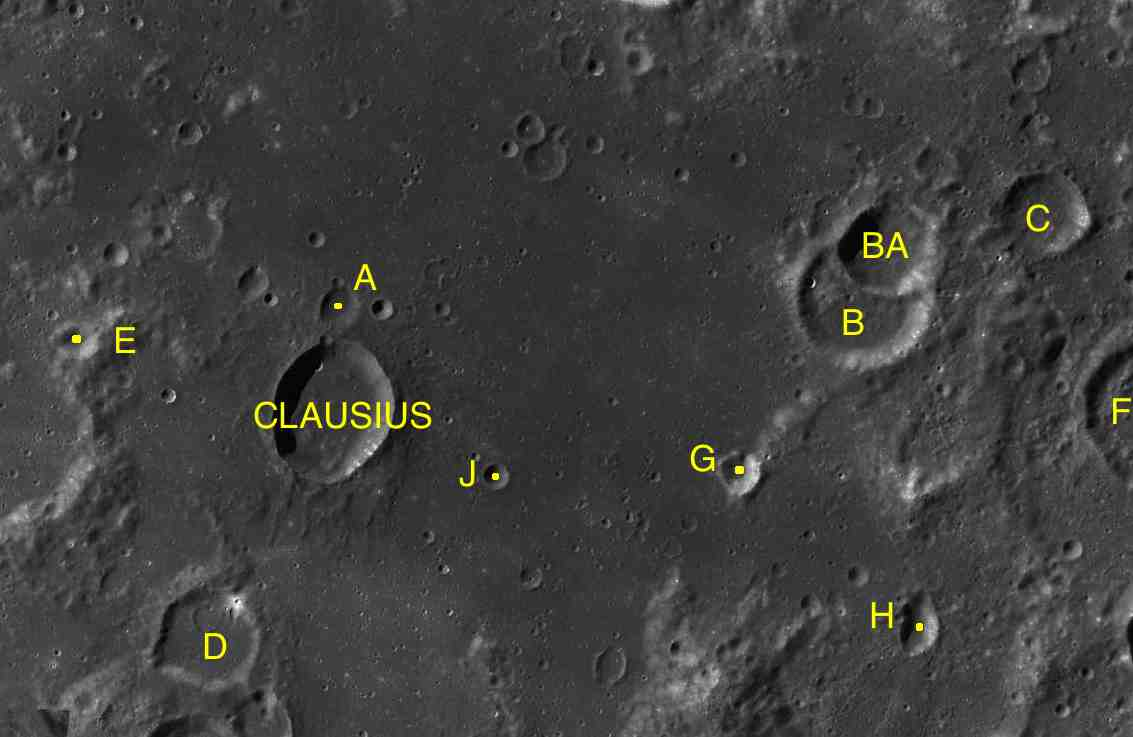
Clausius mit seinen Nebenkratern

Der Krater wurde 1935 von der IAU nach dem deutschen Physiker Rudolf Clausius offiziell benannt.